# Agriocnemis aderces
Agriocnemis aderces е вид водно конче от семейство Coenagrionidae.

## Разпространение
Видът е разпространен в Индонезия.